# Ballalae
Ballalae (auch Balalae Island oder Ballale genannt) ist eine kleine unbewohnte Insel im Nordwesten des Inselstaats der Salomonen. Die Insel gehört zu den Shortland-Inseln und liegt rund 5 km nordöstlich von Alu (Shortland Island) und 15 km westlich der Insel Fauro.
Auf der etwa 2 km² großen Insel befindet sich ein Flugplatz (Balalae Airport), der im Zweiten Weltkrieg von November 1942 bis Januar 1943 von den japanischen Marinestreitkräften unter Einsatz von 517 britischen Kriegsgefangenen errichtet wurde. Die meisten dieser Gefangenen kamen bei US-amerikanischen Luftangriffen während des Pazifikkriegs ums Leben oder wurden beim Rückzug der japanischen Soldaten gegen Ende 1943 ermordet. Die Überreste von 436 Briten wurde im November 1945 in einem Massengrab entdeckt und nach Port Moresby umgebettet, die restlichen 81 konnten nicht gefunden werden und gelten als vermisst.